# Радибош (нос)
Носът Радибош (на английски: Radibosh Point) е морски нос в Антарктида.
Намира се от западната страна на входа в залива Шарко, североизточен край на полуостров Уитъл в западния край на полуостров Тринити, Антарктически полуостров. Разположен е на 2,8 km източно от нос Кейтър, 12,65 km на север-северозапад от нос Никюп и 19,2 km западно от нос Келман.
Наименуван е на селището Радибош в Западна България. Името е официално дадено на 3 юни 2010 г.
Британско-немско картографиране от 1996 г.

## Карти
- Trinity Peninsula Архив на оригинала от 2015-09-23 в Wayback Machine.. Scale 1:250000 topographic map No. 5697. Institut für Angewandte Geodäsie and British Antarctic Survey, 1996.